# Армстронг, Кристин
Кри́стин А́рмстронг (англ. Kristin Armstrong; род. 11 августа 1973) — американская велогонщица, трёхкратная олимпийская чемпионка в раздельной шоссейной гонке (2008, 2012, 2016).

## Биография
Армстронг родилась в Мемфисе, штат Теннесси. Детство провела в Теннесси и в Калифорнии. Училась в средней школе в Хавелоке (штат Северная Каролина) и за рубежом в Окинаве (Япония), где окончила среднюю школу в 1991 году. По окончании школы поступила в Айдахский университет, где она играла в команде Айдахских вандалов, а также была членом женского клуба Kappa Kappa Gamma. Армстронг получила степень бакалавра по спортивной физиологии в 1995 году. В настоящее время живёт в Бойсе (штат Айдахо).

### Статистика выступления наГранд-турах
| Гонка / Год | 2003 |
| ----------- | ---- |
| Джиро Роза  | 18   |